# Achille Griffini
Achille Griffini (Milaan, 10 augustus 1870 - Brescia, 24 juni 1932) was een Italiaans zoöloog en entomoloog.
Hij behaalde een graad in de natuurwetenschappen aan de universiteit van Turijn in 1893. Hij was daarna werkzaam in het onderwijs op verschillende plaatsen in Italië. In 1895 werd hij assistent aan het zoölogisch museum van Turijn. Vanaf 1912 doceerde hij natuurwetenschappen aan het koninklijk lyceum Berchet in Milaan.
In augustus 1915 nam hij als vrijwilliger dienst in het Italiaanse 1e genieregiment. Hij werd gewond in 1917 en raakte verlamd aan de rechterzijde van het lichaam. Daardoor moest hij het leger verlaten en terugkeren naar het onderwijs. Hij verhuisde in 1925 naar Brescia, waar hij overleed. In 1927 had hij zijn verzameling kevers aan het Museum van Turijn geschonken.
Als entomoloog was hij een deskundige op het gebied van krekels en sprinkhanen, meer bepaald de families Gryllacrididae en Stenopelmatidae. Hij was lid van meerdere genootschappen en diverse musea lieten hem collecties van deze insecten onderzoeken. Ook legde hij een belangrijke verzameling kevers aan. In 1927 heeft hij zijn verzameling kevers aan het Museum van Turijn geschonken.
Naast wetenschappelijke artikelen publiceerde hij ook algemene en populaire werken, onder meer over vissen (Ittiologia italiana, 1903), kameleons (I camaleonti, 1911), zebra's (Le zebre: studio zoologico popolare, 1913) , cloacadieren (I monotremi, 1914) en amfibieën en reptielen (Gli anfibie e i rettili, 1915).
Het geslacht Griffiniana van rechtvleugeligen is als eerbetoon naar hem genoemd.